# Albano Dante Fachin Pozzi
Albano Dante Fachin Pozzi (Bahía Blanca, 22 d'abril de 1976) és un activista i polític català d'origen argentí. Va ser diputat al Parlament de Catalunya en la XI Legislatura per la coalició Catalunya Sí que es Pot. El 2017 va fundar el partit Som Alternativa. Es va presentar com a cap de llista de la coalició Front Republicà a les eleccions generals espanyoles d'abril de 2019.

## Biografia
Va néixer a Bahía Blanca, una ciutat de la província de Buenos Aires, Argentina l'any 1976. El 4 d'abril de 1992, poc abans de complir els 16 anys, va arribar a Catalunya amb els seus pares, germà i germana. Va estudiar a l'IES Sa Palomera de Blanes i posteriorment Filologia Anglesa a la Universitat de Barcelona, però no va arribar a finalitzar els seus estudis.
El 2004 va fundar a Blanes amb la seva parella Marta Sibina i Camps la revista Cafè amb llet, de distribució mensual gratuïta a Catalunya. El 2011 comença a investigar i publicar sobre el funcionament de la sanitat pública catalana i el 2013 publica juntament amb Marta Sibina el llibre "Artur Mas: on són els meus diners" amb el resultat de tota la recerca i denunciant l'opacitat sanitària. El 2014 participa en el llibre "Conversación entre Alberto San Juan y Cafèambllet. El placer de pasar a la acción" editat per Icaria.
L'any 2018 publicà, amb Àngels Martínez i Castells, el llibre autoeditat "Informe urgent des dels escons 4 i 5", després del final de mandat d'ambdós com a diputats del Parlament de Catalunya.
A finals del 2019 va fundar, juntament amb la seva parella Marta Sibina i Camps, la plataforma Octuvre amb més de 11 milions de visualitzacions i més de 68 mil subscriptors, amb l'objectiu de fer front al monopoli informatiu i denunciar la manipulació dels mitjans de comunicació de masses.

### Trajectòria política
Va iniciar l'activisme al carrer amb el moviment 15M i des de llavors compagina l'activisme amb el periodisme. Ha participat en diversos col·lectius en defensa de la sanitat pública com Units Pel CAP (en defensa dels centres d'atenció primària de la Selva) o Dempeus per la Salut Pública presidit per Àngels Martínez Castells i ha col·laborat amb el Cercle de Sanitat de Podem Catalunya.
És membre i impulsor del moviment Procés Constituent a Catalunya, creat a l'abril de 2013 per promoure un canvi de model polític, econòmic i social, liderat per Arcadi Oliveres i Teresa Forcades. El gener de 2014 va ser un dels signants del manifest Mover ficha llançat per intel·lectuals i activistes fent una crida per convertir la indignació en canvi polític i crear una candidatura popular per a la recuperació de la sobirania popular per a les eleccions europees.
Al juny de 2015 va guanyar les primàries a Podem Catalunya per ser cap de llista a les eleccions catalanes del 27S amb un 64% dels vots. Dante Fachin va ser elegit candidat de Podem amb un suport de 1.534 vots, d'un total de 2.448 electors, obtenint el segon candidat més votat menys de 400 vots. Les eleccions internes en el partit van durar del 5 al 10 de juny i van ser gestionades per l'empresa Agora Voting. Finalment, però, Fachin es va presentar de número cinc de la coalició d'esquerres Catalunya Sí que es Pot a la llista de la circumscripció de Barcelona en les eleccions al Parlament de Catalunya de 2015.
El juliol de 2016 va guanyar les eleccions primàries celebrades per constituir la nova executiva de Podem a Catalunya. Va obtenir un 42% dels gairebé 7.000 vots emesos, per davant de la també diputada catalana Jéssica Albiach, del diputat al Congrés, Raimundo Viejo; el senador Óscar Guardingo i l'activista de la Plataforma d'Afectats per la Hipoteca, Rafael García.
El maig de 2017 Fachín es va posicionar a favor del referèndum unilateral anunciat per Carles Puigdemont i va anunciar una votació per tal que la militància de Podem prengués la decisió final sobre el posicionament del partit al respecte.
Les bases de Podem van avalar la proposta de Fachin i el 7 de juliol Fachin va anunciar que Podem cridaria a votar al referèndum de l’1-O, la qual cosa va enfrontar Fachin amb Pablo Iglesias i la direcció estatal de Podemos. Aquest posicionament també va tensar les relacions de Fachin amb el seu grup parlamentari al Parlament de Catalunya. Podem fins i tot va amenaçar de trencar la coalició Catalunya Sí que es pot.
Aquesta tensió es va fer evident el 27 d’octubre de 2017 quan Fachin, juntament amb altres dos diputats de CSQP, Àngels Martínez Castells i Joan Giner, es van desmarcar del posicionament del seu grup parlamentari i es van negar a ensenyar el seu vot a la votació secreta sobre l’aplicació de la declaració de la independència de Catalunya d'aquell mateix dia.
Com a conseqüència de la intervenció i la destitució de càrrecs a la Generalitat de Catalunya per la proclamació d'independència (aplicació de l'article 155 de la Constitució Espanyola, empresonaments i convocatòria de noves eleccions), Fachin va proposar una “estratègia conjunta” amb l’independentisme català, fet que va acabar de tensionar la relació amb el seu partit. Finalment, el 6 de novembre de 2017 Fachin dimiteix com a Secretari General de Podemos i es dona de baixa del partit.
En aquell context, el 12 de novembre del mateix any Fachin i altres membres sortints de Podem registren el partit Som Alternativa. Finalment, però, no concorren a les eleccions del 21D. En aquelles eleccions, Fachin va demanar el vot per partits independentistes i va participar en actes electoral d’ERC i les CUP.
A les eleccions generals espanyoles d'abril de 2019 Fachin va encapçalar la coalició Front Republicà, integrada per Poble Lliure, Som Alternativa i Pirates de Catalunya. La coalició va rebre 113.807 vots, insuficients per obtenir representació al Congrés.

## Publicacions
- Artur Mas: on són els meus diners (2013, amb Marta Sibina)[4]
- Conversación entre Alberto San Juan y Cafèambllet. El placer de pasar a la acción (Icaria, 2014)
- Informe urgent des dels escons 4 i 5 (2018)[30]